# Troy Corser

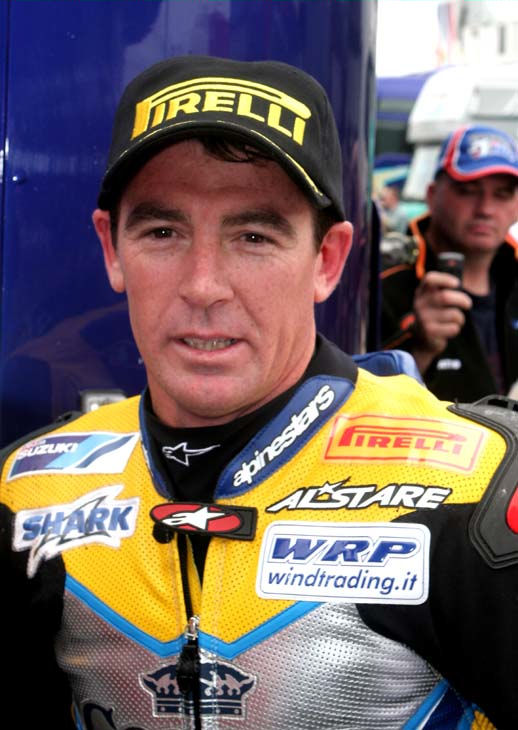
Troy Corser op Silverstone in 2005.

Troy Gordon Corser (Wollongong, 27 november 1971) is een Australisch voormalig motorcoureur. Tussen 1992 en 2011 reed hij in het wereldkampioenschap superbike, waarin hij in 1996 en 2005 kampioen werd. Daarnaast reed hij in 1997 een half seizoen in de 500 cc-klasse van het wereldkampioenschap wegrace.

## Carrière
Corser begon zijn motorsportcarrière in het motorcross op tienjarige leeftijd in 1981. Na een aantal jaren stapte hij over naar het dirttrack, om uiteindelijk in het wegracen uit te komen. In 1992 debuteerde hij op een Yamaha in het wereldkampioenschap superbike als wildcardcoureur tijdens de races op Phillip Island en Manfeild. In 1993 werd hij op een Honda kampioen in het Australisch kampioenschap superbike, om vervolgens in 1994 op een Ducati het Amerikaans kampioenschap superbike te winnen. Dat jaar reed hij ook in vier raceweekenden van het WK superbike, waarin hij vijf podiumplaatsen behaalde. Hij werd elfde in het kampioenschap, wat hem inspireerde om lange tijd het startnummer 11 op zijn motor te dragen.
1995 werd het eerste volledige seizoen voor Corser in het wereldkampioenschap superbike, waarin hij uitkwam op een Ducati. Al in de eerste ronde op Hockenheim behaalde hij zijn eerste pole position, maar pas tijdens de zesde ronde in Salzburg behaalde hij zijn eerste overwinning. In de rest van het seizoen won hij nog drie races, waaronder een van zijn thuisraces op Phillip Island, en werd achter Carl Fogarty tweede in de eindstand met 339 punten.
In 1996 won Corser zeven races, waaronder drie "dubbels" met twee overwinningen in hetzelfde weekend: Donington, Brno en Albacete. Hij behaalde 369 punten gedurende het seizoen en werd hiermee de jongste kampioen ooit in de klasse.
In 1997 maakte Corser de overstap naar de 500 cc-klasse van het wereldkampioenschap wegrace, waarin hij op een Yamaha reed. Hij kende echter een teleurstellende start van het seizoen, waarin een twaalfde plaats in Italië zijn beste resultaat was. Na de zevende race, de TT van Assen, verliet hij het team en het kampioenschap vanwege problemen met zijn contract. In totaal scoorde hij 11 punten, waarmee hij op plaats 23 in het kampioenschap eindigde.
In 1998 keerde Corser terug naar het wereldkampioenschap superbike op een Ducati. Hij won twee races op Laguna Seca en Brands Hatch en stond in totaal veertien keer op het podium. Voor het laatste weekend op Sugo leidde hij het kampioenschap en behaalde hij pole position, maar in de opwarmsessie voorafgaand aan de races kwam hij ten val en brak hij een aantal ribben. In de eindstand werd hij dat weekend ingehaald door Fogarty en Aaron Slight en hij werd met 328,5 punten derde in het klassement.
In 1999 stapte Corser binnen het kampioenschap over naar het team van Davide Tardozzi als teamgenoot van Fogarty, maar reed hij wel nog steeds op een Ducati. Hij behaalde twee overwinningen op Phillip Island en won ook een race op de Nürburgring. Met 361 punten werd hij achter Fogarty en Colin Edwards derde in de rangschikking.
In 2000 kwam Corser uit voor het fabrieksteam van Aprilia. Hij won vijf races, waaronder twee op Misano, en werd met 310 punten derde in het kampioenschap achter Edwards en Noriyuki Haga. In 2001 won hij de eerste twee races van het seizoen in Valencia en stond hierna nog acht keer op het podium. Met 284 punten werd hij achter Troy Bayliss, Edwards en Ben Bostrom vierde in het kampioenschap.
In 2002 reed Corser geen races in het WK superbike, maar trad hij op als ontwikkelingscoureur voor het nieuwe team van Fogarty, dat vanaf 2003 met een Petronas deel zou nemen aan de klasse. Corser reed twee seizoenen voor dit team, waarin hij achtereenvolgens twaalfde en negende werd in het eindklassement. In 2004 behaalde hij zijn enige podium op deze motorfiets tijdens de eerste race op Misano. Dat jaar behaalde hij tevens pole positions op Oschersleben en Magny-Cours, maar aan het eind van het seizoen besloot hij om het team te verlaten.
In 2005 stapte Corser binnen het wereldkampioenschap over naar een Suzuki. Hij finishte in de eerste zestien races van het seizoen op het podium. In deze reeks behaalde hij acht overwinningen, waaronder twee "dubbels" op Phillip Island en in Valencia. Met 433 punten werd hij voor de tweede keer wereldkampioen in de klasse.
In 2006 behaalde Corser vroeg in het seizoen twee zeges in Losail en op Phillip Island, die achteraf zijn laatste overwinningen bleken te zijn. Twee uitvalbeurten op Phillip Island en 2006 zorgden er echter voor dat zijn landgenoot Troy Bayliss hem inhaalde in de tussenstand. Hij viel ook uit in beide races op Misano en Assen, waardoor hij naar de vijfde plaats in de tussenstand zakte. In het laatste weekend op Magny-Cours behaalde hij nog wel twee podiumfinishes, waardoor hij met 254 punten vierde werd achter Bayliss, James Toseland en Haga.

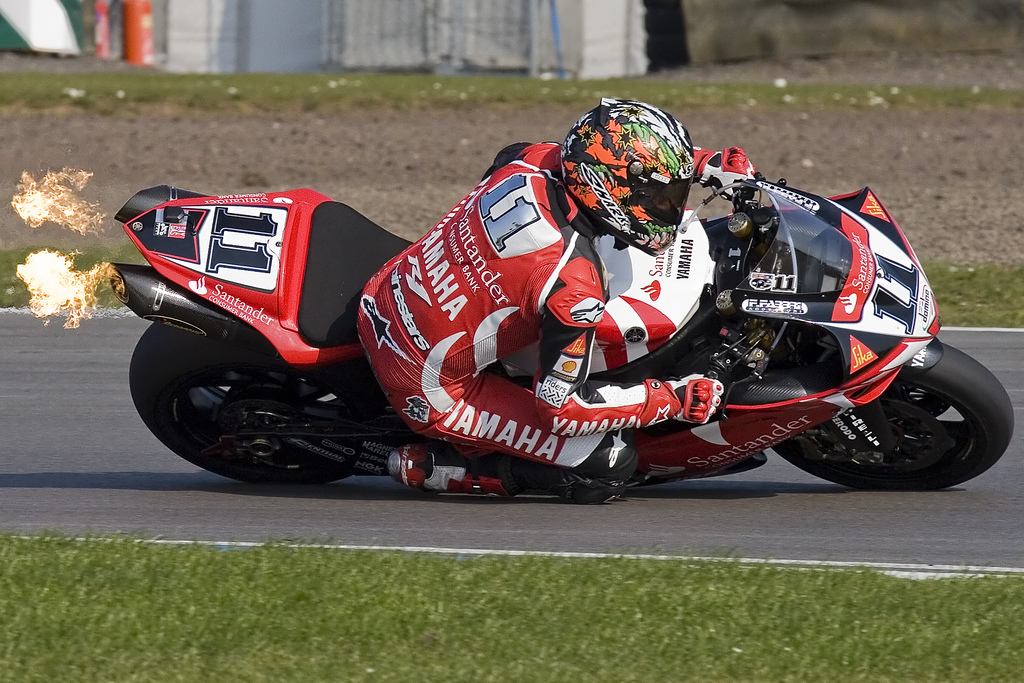
Troy Corser op Donington Park in 2007.

In 2007 werd het contract van Corser bij het team van Suzuki niet verlengd en werd hij vervangen door Max Biaggi. Hierop maakte hij de overstap naar een Yamaha. Zijn teamgenoot Haga was echter constant sneller, alhoewel hij nog wel pole positions behaalde op Losail en Misano. In totaal stond hij negen keer op het podium en werd hij met 296 punten vijfde in het klassement.
In 2008 bleef Corser actief bij Yamaha. Hij stond dat jaar dertien keer op het podium, maar won geen races. Desondanks was hij constant genoeg om met 342 punten tweede te worden in het eindklassement achter Troy Bayliss.
In 2009 tekende Corser een contract voor twee jaar bij het nieuwe fabrieksteam van BMW, met Rubén Xaus als teamgenoot. Zijn vele ervaring in de klasse overtuigde de fabrikant ervan dat hij een goede coureur was om de motorfiets te ontwikkelen. In zijn eerste seizoen was een vijfde plaats in Brno zijn beste resultaat. Met 96 punten werd hij dertiende in het kampioenschap.

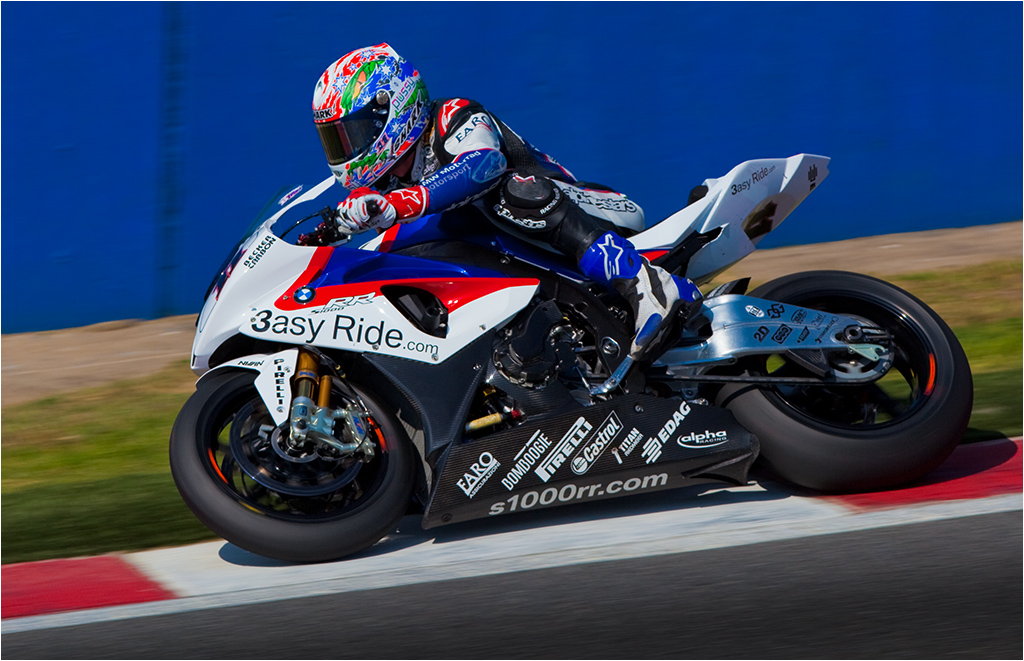
Troy Corser op het Circuit Kyalami in 2010.

In 2010 behaalde Corser de eerste podiumfinish voor BMW in het WK superbike in de tweede race op Monza, waarin hij geholpen werd door een ongeluk tussen Xaus, Jonathan Rea en James Toseland in de eerste ronde. Later dat jaar behaalde hij op Misano de eerste pole position voor de fabrikant en stond hij nog een keer op het podium. Met 165 punten werd hij elfde in het eindklassement.
In 2011 bleef Corser voor een derde seizoen bij BMW, waar hij met Leon Haslam een nieuwe teamgenoot kreeg. Een vijfde plaats op Monza was zijn beste resultaat, maar later dat jaar brak hij zijn arm in een ongeluk met Maxime Berger op Aragón, waardoor hij de daaropvolgende race in Brno moest missen. Met 87 punten werd hij vijftiende in de eindstand. Na afloop van de laatste race van het seizoen in Portimão kondigde hij aan dat hij zou stoppen met racen. Hij bleef wel ambassadeur van BMW.